# Zotalemimon lineatoides
Zotalemimon lineatoides là một loài bọ cánh cứng trong họ Cerambycidae.